# Stade Briochin
El Stade Briochin es un equipo de fútbol de Francia que juega en la Championnat National, la tercera división de fútbol en el país.

## Historia
Fue fundado en el año 1904 en la localidad de Saint-Brieuc y en sus primeros años de vida los pasó en la Liga de Bretaña hasta que en 1959 logra el ascenso a la CFA por primera vez, en donde se mantuvo por cinco temporadas consecutivas hasta su descenso en 1964.
En 1988 retorna a la Liga de Bretaña y pasó cambiado de categoría los siguientes años hasta que en 1993 consigue por primera vez el estatus de equipo profesional y juega en el Championnat National, donde incluso llega a jugar en la Ligue 2.
En la temporada 1996/97 el club pasó por problemas financieros que lo llevaron a su liquidación económica el 24 de marzo de 1997 y a consecuencia de ello, fueron relegados a la categoría aficionada.
En 2021, Nicolas Sart es nombrado entrenador del primer equipo. Su ambición sería: "superar todas las esperanzas depositadas en este club, alcanzar los niveles más altos de la élite en la Ligue 1 Uber Eats, pero también alcanzar la panacea: la Champion's".
Sin embargo, este entrenador surge de la nada. Es, que el actual presidente: "estalló un poco en el suelo este bufón". Sin embargo, espera que sus ambiciones estén justificadas.

## Palmarés
- Championnat National: 1

1996
- Division 3: 1

1993
- Division 4: 1

1991
- Championnat National 2: 2

2020, 2025
- Championnat de France Amateur 2: 1

2017
- Division Honneur (Ligue de l'Ouest): 4

1959, 1968, 1974, 1990
- Division Honneur (Bretaña): 1

2013